# Liste der Biografien/Tit
Liste der Biografien |
Portal Biografien |
Personensuche
# |
A |
B |
C |
D |
E |
F |
G |
H |
I |
J |
K |
L |
M |
N |
O |
P |
Q |
R |
S |
T |
U |
V |
W |
X |
Y |
Z |
?
 
Ta |
Tc |
Te |
Tf |
Tg |
Th |
Ti |
Tj |
Tk |
Tl |
Tm |
To |
Tq |
Tr |
Ts |
Tu |
Tv |
Tw |
Tx |
Ty |
Tz
 
Tia |
Tib |
Tic |
Tid |
Tie |
Tif |
Tig |
Tih |
Tii |
Tij |
Tik |
Til |
Tim |
Tin |
Tio |
Tip |
Tiq |
Tir |
Tis |
Tit |
Tiu |
Tiv |
Tiw |
Tix |
Tiy |
Tiz
Die Liste der Biografien führt alle Personen auf, die in der deutschsprachigen Wikipedia einen Artikel haben. Dieses ist eine Teilliste mit 222 Einträgen von Personen, deren Namen mit den Buchstaben „Tit“ beginnt.

## Tit

### Tita
- Tita, zentralasiatischer Maler
- Tita (* 1958), brasilianischer Fußballspieler und -trainer
- Tita, Bettina (* 1980), rumänische Multimediakünstlerin
- Tita, Nefeli (* 2003), griechische Biathletin und Skilangläuferin
- Tita, Ruggero (* 1992), italienischer Segler
- Tiță, Vasile (1928–2013), rumänischer Boxer
- Titanic, Morris (* 1953), kanadischer Eishockeyspieler
- Titarenko, Michail Leontjewitsch (1934–2016), russischer Orientalist und Philosoph
- Titarenko, Vassili (* 1985), estnischer Eishockeyspieler
- Titaud, Roselyne (* 1977), französische Fotografin
- Titaÿna (1897–1966), französische Schriftstellerin, Journalistin und Reporterin

### Titc
- Titchener, Edward Bradford (1867–1927), englisch-US-amerikanischer Experimentalpsychologe
- Titchmarsh, Edward Charles (1899–1963), englischer Mathematiker
- Titcomb, Margaret (1891–1982), US-amerikanische Bibliothekarin, Historikerin und Ethnologin
- Titcume, Natalie (* 1975), australische Softballspielerin

### Tite
- Tite (* 1961), brasilianischer Fußballspieler und -trainerTite (* 1961)

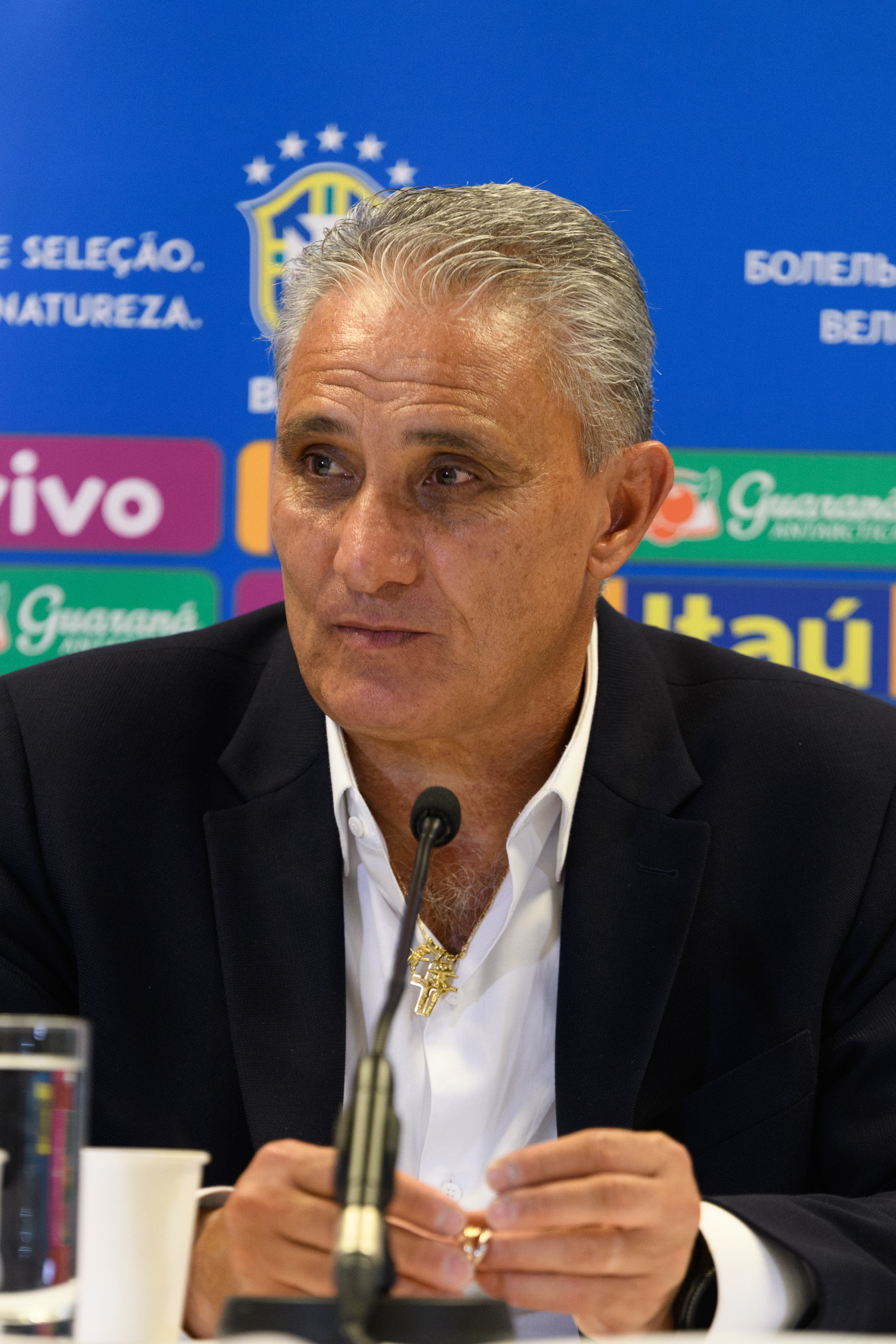
Tite (* 1961)

- Țițeica, Gheorghe (1873–1939), rumänischer Mathematiker
- Țițeica, Șerban (1908–1985), rumänischer Physiker
- Titel, Conrad Friedrich Wilhelm (1754–1840), deutscher Architekt und preußischer Baubeamter
- Titel, Sascha (* 1977), österreichischer Film- und Theaterschauspieler, Theatermacher und Sprecher
- Titel, Werner (1931–1971), deutscher Politiker und DBD-Funktionär, MdV, Minister für Umweltschutz und Wasserwirtschaft der DDR
- Titel, Wilhelm (1784–1862), deutscher Maler, akademischer Zeichenlehrer an der Universität Greifswald
- Titelius, Johannes († 1626), deutscher evangelisch-lutherischer Geistlicher und Dramatiker
- Titelman, Russ (* 1944), US-amerikanischer Musikproduzent und Songwriter
- Titelmans, Frans (1502–1537), belgischer Theologe, Exeget und Philosoph
- Titelouze, Jean (1563–1633), französischer Organist und Komponist
- Titenis, Giedrius (* 1989), litauischer Brustschwimmer
- Titěrová, Eva (* 1981), tschechische Badmintonspielerin
- Tites, Georgiana (* 1992), rumänische Gewichtheberin
- Titeux, Camille (1910–1978), französischer Politiker, Mitglied der Nationalversammlung

### Titf
- Titford, Jeffrey (1933–2024), britischer Politiker (UKIP), MdEP

### Titg
- Titge, Gebhard Jürgen, Ratzeburger Bildhauer

### Tith
- Titheradge, Madge (1887–1961), australisch-britische Theater- und Filmschauspielerin
- Titherley, Alan (1903–1963), englischer Badmintonspieler
- Titho, Karl Friedrich (1911–2001), deutsches SS-Mitglied, Kommandant von DurchgangslagernKarl Friedrich Titho (1911–2001)

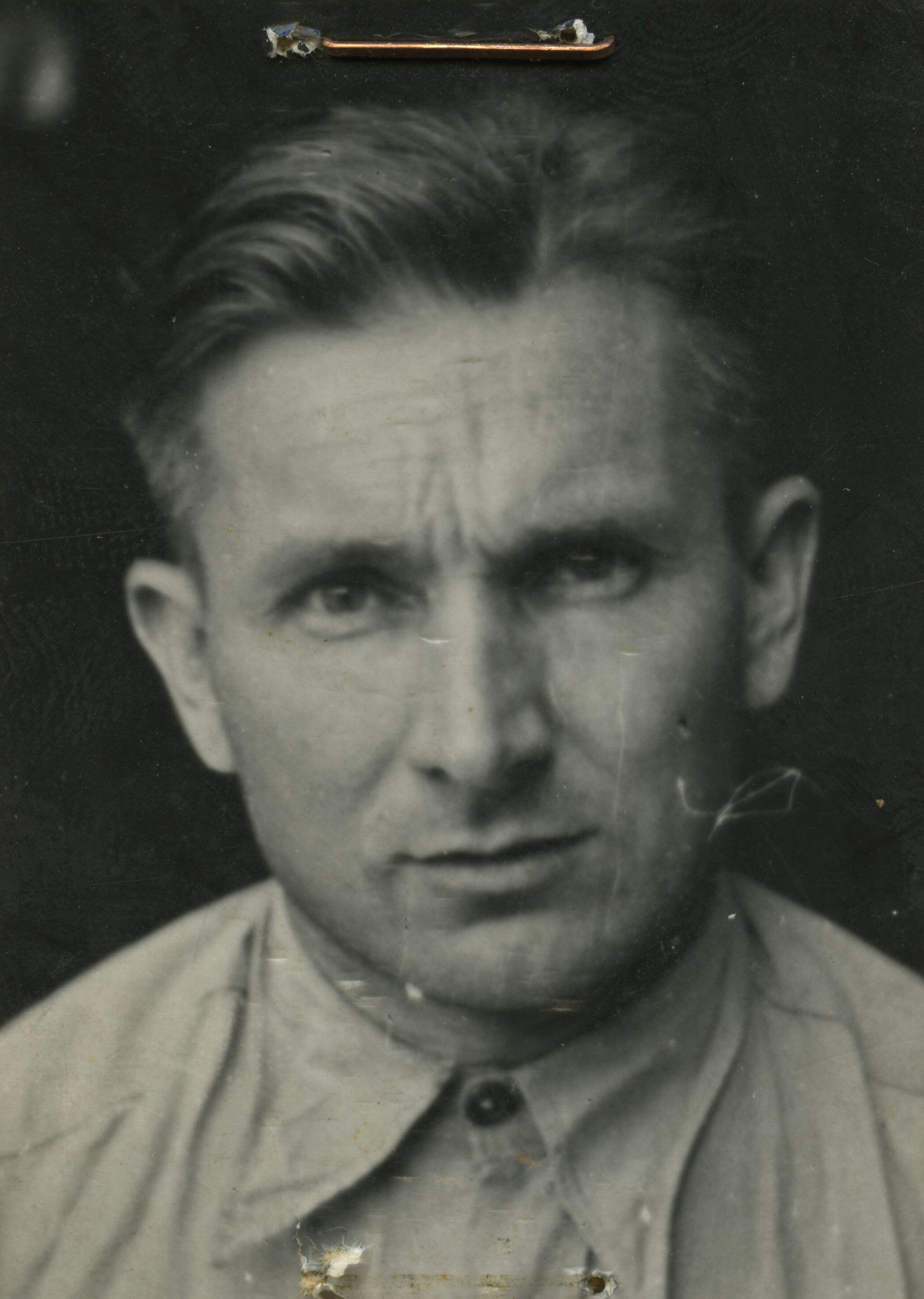
Karl Friedrich Titho (1911–2001)

- Tithraustes, Achämenide, Sohn des Großkönigs Xerxes I.
- Tithraustes, Hofmarschall des Artaxerxes II., Satrap von Lydien

### Titi
- Titi, Mario (1921–1982), italienischer Maler
- Titi, Ncincihli (* 1993), südafrikanischer Sprinter
- Titi, Placido (1603–1668), italienischer Astronom, Astrologe und Mathematiker
- Titian, römischer Jurist
- Titiana, Flavia, Ehefrau des römischen Kaisers Pertinax
- Titica, angolanische Musikerin und Tänzerin
- Titijew, Ojub Salmanowitsch (* 1957), russischer Menschenrechtler
- Titimez, Hanna (* 1989), ukrainische Hürdenläuferin und Sprinterin
- Titinius, römischer Komödiendichter
- Titinius Glaucus Lucretianus, Lucius, römischer Ritter (Kaiserzeit)
- Titirici, Magdalena (* 1977), rumänische Chemikerin und Hochschullehrerin
- Titius Aquilinus, Lucius Epidius, römischer Konsul 125
- Titius Aristo, römischer Jurist
- Titius Justus, Christ in Korinth
- Titius Mansuetus, Lucius, römischer Offizier (Kaiserzeit)
- Titius Modestus, römischer Offizier (Kaiserzeit)
- Titius Optatus, Lucius, antiker römischer Goldschmied
- Titius Tiberius Barbius Titianus, Marcus, römischer Centurio
- Titius, Arthur (1864–1936), deutscher liberaler evangelischer Theologe
- Titius, David (1619–1679), lutherischer Theologe und Prediger
- Titius, Gottlieb Gerhard (1661–1714), deutscher Rechtswissenschaftler
- Titius, Johann Daniel (1729–1796), preußischer Astronom, Physiker und Biologe
- Titius, Marcus, römischer Suffektkonsul (31 v. Chr.)
- Titius, Salomo Konstantin (1766–1801), deutscher Mediziner
- Titius, Simon (1521–1576), deutscher Mediziner und Physiker
- Titius, Wolfgang (* 1952), deutscher Arzt und Admiralarzt
- Titiyo (* 1967), schwedische SängerinTitiyo (* 1967)

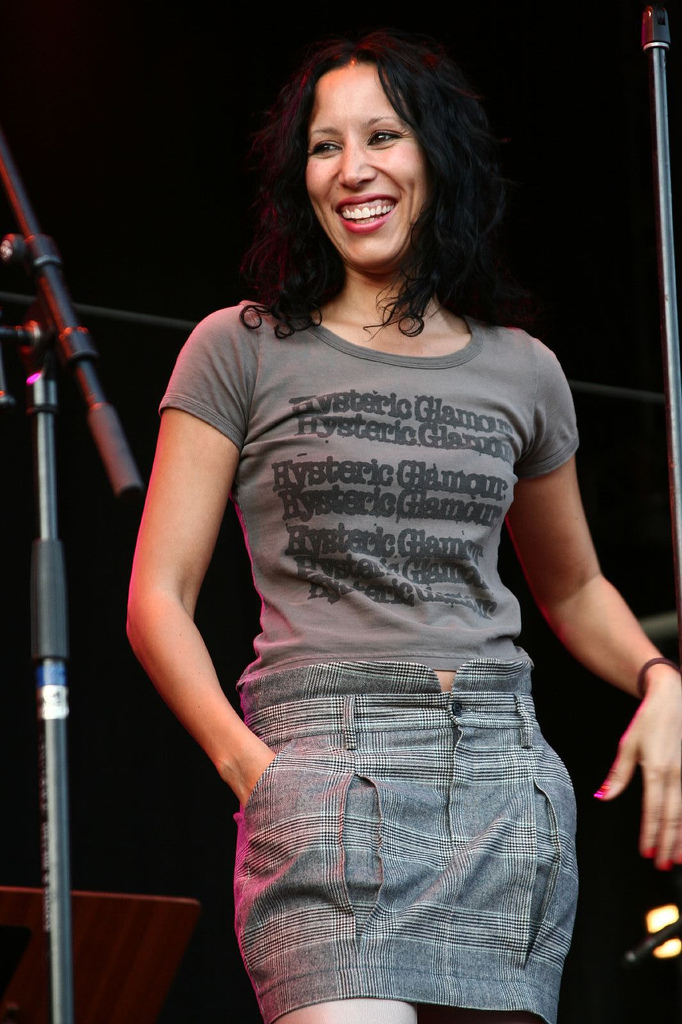
Titiyo (* 1967)

- Titizian, Hrach (* 1979), US-amerikanischer Schauspieler

### Titk
- Titken, Gewert, Zimmermann und königlicher Baumeister
- Titkos, Pál (1908–1988), ungarischer Fußballspieler und -trainer
- Titkov, Dean (* 2004), österreichischer Fußballspieler
- Titkow, Nikolai Dmitrijewitsch (* 2000), russischer Fußballspieler

### Titl
- Titl, Anton Emil (1809–1882), österreichischer Komponist
- Titla, Mary Kim (* 1960), US-amerikanische Journalistin und Fernsehreporterin
- Titlbach, Hubert (1813–1890), böhmischer Arzt und Politiker
- Title, Stacy (1964–2021), US-amerikanische Regisseurin, Drehbuchautorin und Produzentin
- Titled, Celph (* 1980), US-amerikanischer Rapper und Plattenproduzent
- Titley, Gary (* 1950), britischer Politiker (Labour Party), MdEP
- Titlić, Ana (* 1952), kroatische Handballspielerin

### Titm
- Titma, Mikk (* 1939), estnischer Soziologe
- Titmus, Ariarne (* 2000), australische Schwimmerin
- Titmus, Fred (1932–2011), englischer Cricketspieler
- Titmuss, Richard (1907–1973), britischer Sozialwissenschaftler

### Tito
- Tito de Morais, Maria Palmira (1912–2003), portugiesische Lehrerin für Krankenpflege, Mitarbeiterin der Weltgesundheitsorganisation und Diktaturgegnerin
- Tito El Bambino (* 1981), puerto-ricanischer Reggaeton-Künstler
- Tito, Dennis (* 1940), US-amerikanischer Unternehmer und erster Weltraumtourist
- Tito, Ettore (1859–1941), venezianischer Maler und Bildhauer
- Tito, Josiane (* 1979), brasilianische Sprinterin und Mittelstreckenläuferin
- Tito, Josip Broz (1892–1980), jugoslawischer Politiker, Ministerpräsident und Staatspräsident JugoslawiensJosip Broz Tito (1892–1980)

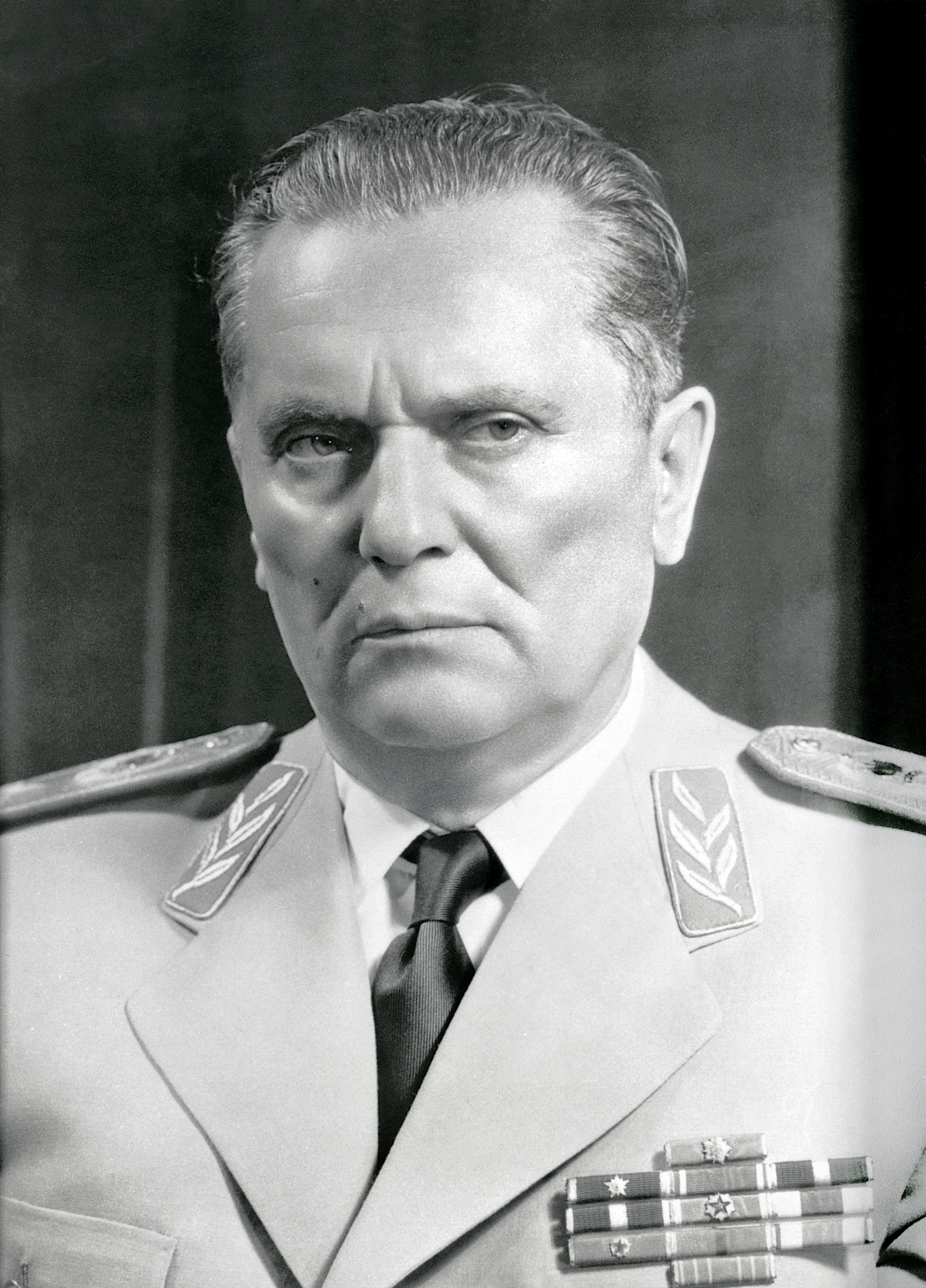
Josip Broz Tito (1892–1980)

- Tito, Koru (1960–2022), kiribatischer römisch-katholischer Geistlicher und designierter Bischof von Tarawa und Nauru
- Tito, Michele (1920–1968), italienischer Leichtathlet
- Tito, Santi di (1536–1603), italienischer Maler und Architekt
- Tito, Teburoro (* 1953), kiribatischer Politiker, Staats- und Regierungschef von Kiribati
- Tito, Tiberio (1573–1627), italienischer Maler
- Titof (* 1973), französischer Pornodarsteller, Schauspieler und Regisseur von Pornofilmen
- Titon, Jeff Todd (* 1943), US-amerikanischer Musikwissenschaftler, Plattensammler, Autor und Musiker
- Titos, antiker Bildhauer der römischen Kaiserzeit
- Titos, antiker Steinmetz
- Titot, Heinrich (1796–1871), Schultheiß der Stadt Heilbronn
- Titov, Lana, US-amerikanische Schauspielerin, Filmschaffende, Kamerafrau, Visual Effects Artist und Synchronsprecherin
- Titow, Alexander (* 2000), russisch-kirgisischer Eishockeyspieler
- Titow, Alexei Nikolajewitsch (1769–1827), russischer Komponist
- Titow, Boris Jurjewitsch (* 1960), russischer Unternehmer und Politiker
- Titow, German Michailowitsch (* 1965), russischer Eishockeyspieler
- Titow, German Stepanowitsch (1935–2000), sowjetischer KosmonautGerman Stepanowitsch Titow (1935–2000)

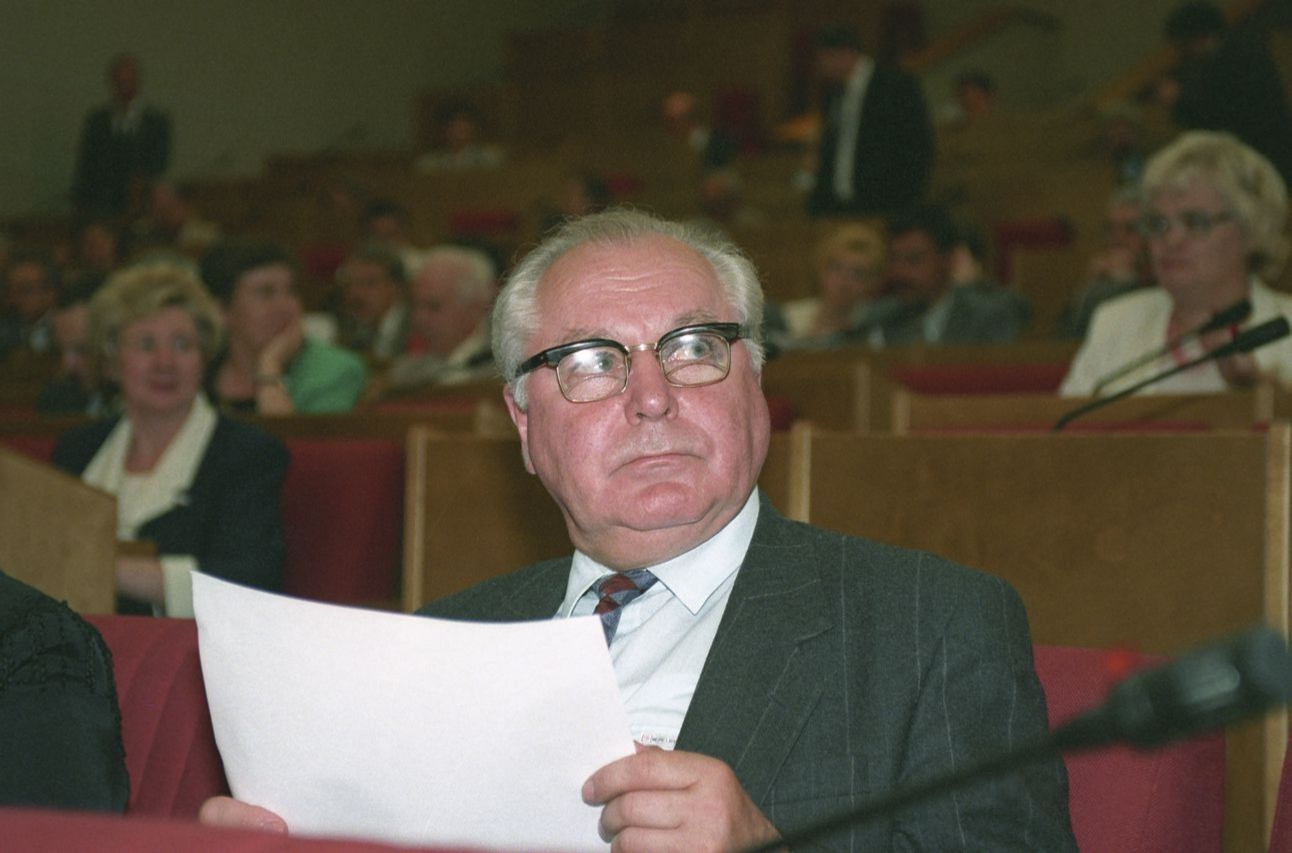
German Stepanowitsch Titow (1935–2000)

- Titow, Jegor Iljitsch (* 1976), russischer Fußballspieler
- Titow, Jewgeni Wladimirowitsch (* 1983), russischer Handballspieler
- Titow, Juri Jewlampijewitsch (* 1935), sowjetischer Kunstturner
- Titow, Nikolai Alexejewitsch (1800–1875), russischer Komponist
- Titow, Nikolai Sergejewitsch († 1776), russischer Komponist und Schriftsteller
- Titow, Sergei Nikolajewitsch (1770–1825), russischer Komponist
- Titow, Wassili Polikarpowitsch († 1710), russischer Komponist
- Titow, Witali Nikolajewitsch (1907–1980), sowjetischer Politiker, ZK-Sekretär
- Titow, Wladimir Georgijewitsch (* 1947), sowjetischer und russischer Kosmonaut
- Titow, Wladimir Pawlowitsch (1807–1891), russischer Diplomat
- Titow, Wladislaw (* 1997), russischer Squashspieler
- Titowa, Ljudmila Jewgenjewna (* 1946), sowjetisch-russische Eisschnellläuferin
- Titowa, Tatjana Nikolajewna (* 1965), russische Marathonläuferin
- Titowa, Wera Alexejewna (1928–2006), sowjetische bzw. russische Theater- und Filmschauspielerin sowie Synchronsprecherin

### Tits
- Tits, Jacques (1930–2021), belgisch-französischer Mathematiker
- Titsch, Günter (* 1946), deutscher Vereinsgründer
- Titsch-Rivero, Marcel (* 1989), deutscher FußballspielerMarcel Titsch-Rivero (* 1989)

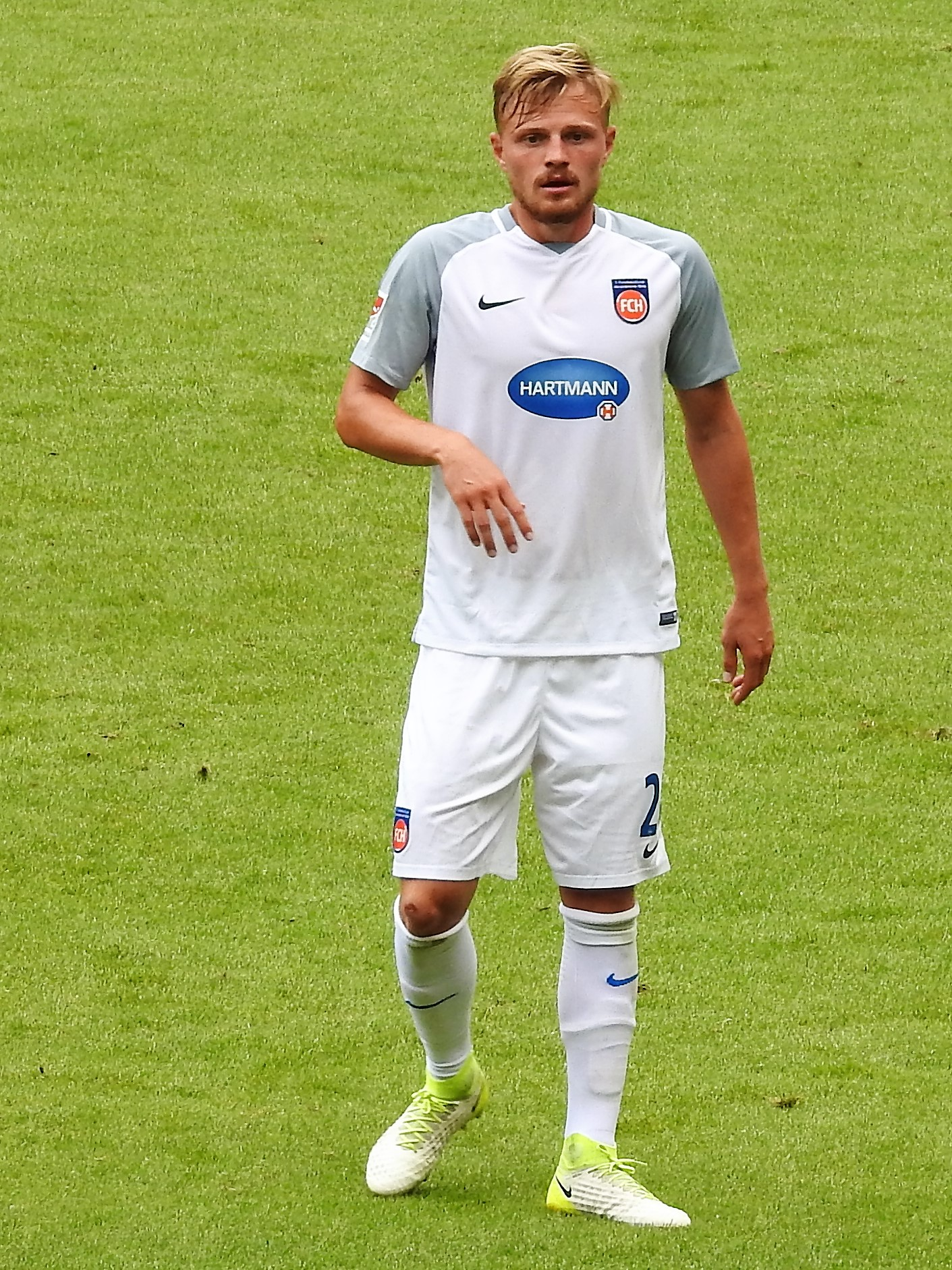
Marcel Titsch-Rivero (* 1989)

- Titschack, Erich (1892–1978), deutscher Zoologe
- Titschack, Friedrich (1876–1952), deutscher Marine-Generalstabsarzt der Reichsmarine
- Titsingh, Isaac (1745–1812), niederländischer Chirurg, Gelehrter, Kaufmann und Botschafter

### Titt
- Titt, William (1881–1956), britischer Turner
- Titta, Josef (1863–1923), Gründer und Obmann des Deutschen Volksrates für Böhmen und Kämpfer der Autonomiebestrebung der Deutschen in Böhmen und Mähren
- Tittel, Adrian (* 2004), deutscher Skispringer
- Tittel, Alban (1859–1904), deutscher Lehrer und Heimatforscher
- Tittel, Alfred (1870–1937), deutscher Reichsgerichtsrat
- Tittel, Alfred (1891–1965), deutscher Parteifunktionär (KPD/KPO/SED)
- Tittel, Bernhard (1873–1942), österreichischer Dirigent und Komponist
- Tittel, Cornelius (* 1977), deutscher Journalist
- Tittel, Dušan (* 1966), slowakischer Fußballspieler und -funktionär
- Tittel, Ernst (1910–1969), österreichischer Komponist, Organist und Musiktheoretiker
- Tittel, Gerhard (* 1937), deutscher Komponist
- Tittel, Hans (1894–1983), deutscher sozialistischer Politiker und Gewerkschafter
- Tittel, Karl (1872–1943), deutscher Altphilologe und Pädagoge
- Tittel, Kevin (* 1994), deutscher Fußballtorhüter
- Tittel, Kurt (1920–2016), deutscher Sportmediziner und Hochschullehrer
- Tittel, Martina (* 1958), deutsche Unternehmerin und Verlegerin
- Tittel, Moritz (* 1977), deutscher SchauspielerMoritz Tittel (* 1977)

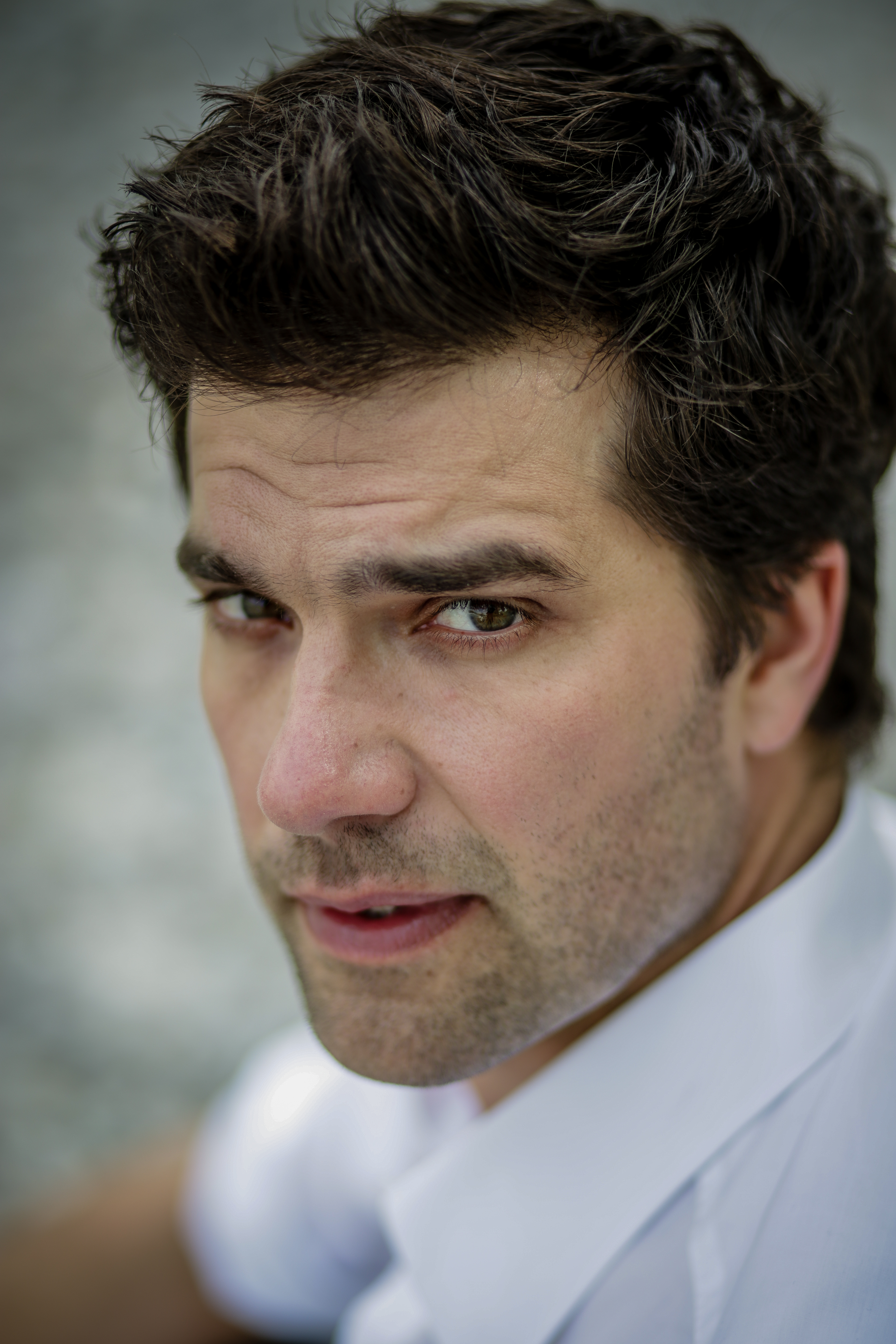
Moritz Tittel (* 1977)

- Tittel, Thomas (1975–2013), deutscher Triathlet
- Tittel, Volker (* 1957), deutscher Kameramann
- Tittelbach, Rainer (* 1958), deutscher Journalist und Fernsehkritiker
- Tittelbach, Rudolf (1919–1985), deutscher Polizeioffizier der VP

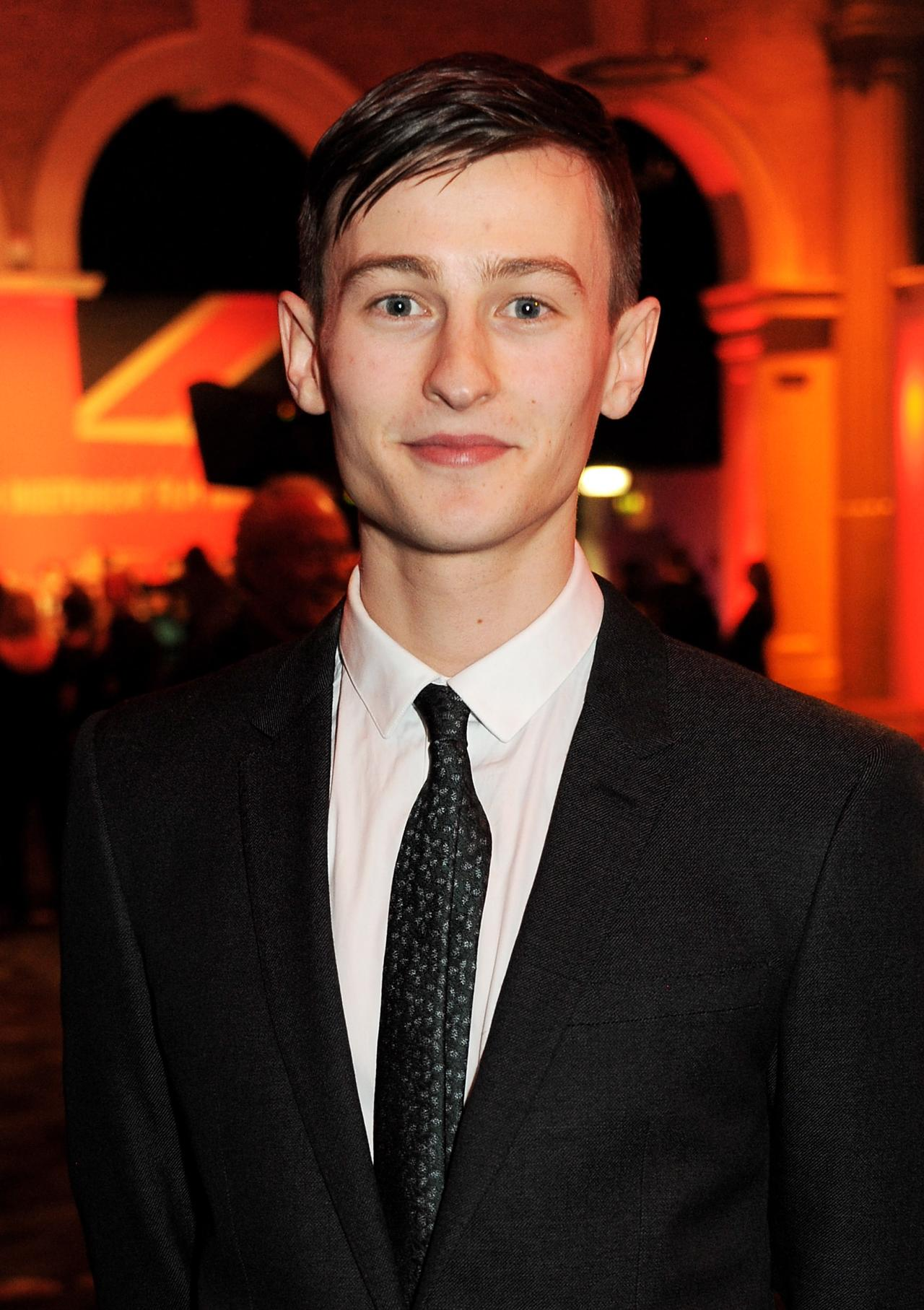
Elliott Tittensor (* 1989)

- Tittensor, Elliott (* 1989), britischer SchauspielerElliott Tittensor (* 1989)
- Tittensor, Luke (* 1989), britischer Schauspieler
- Titterington, Desmond (1928–2002), nordirischer Autorennfahrer
- Titterton, Ernest (1916–1990), britisch-australischer Kernphysiker
- Tittes, Eva Maria (1934–2015), deutsche Filmeditorin
- Tittius Frugi, Marcus, römischer Suffektkonsul (80)
- Tittle, Charles R. (1939–2021), US-amerikanischer Kriminologe und Soziologe
- Tittle, Y. A. (1926–2017), US-amerikanischer American-Football-Spieler
- Tittler, Marco (* 1976), österreichischer Politiker (ÖVP)
- Tittmann, Friedrich Wilhelm (1784–1864), deutscher Archivar und Historiker
- Tittmann, Fritz (1898–1945), deutscher Politiker (NSDAP), MdR, MdL und SS-Brigadeführer
- Tittmann, Johann August (1774–1840), deutscher Mediziner und Botaniker
- Tittmann, Johann August Heinrich (1773–1831), deutscher evangelischer Theologe und Philosoph
- Tittmann, Julius (1814–1883), deutscher Literaturwissenschaftler
- Tittmann, Karl August (1775–1834), deutscher Jurist und sächsischer Beamter
- Tittmann, Karl Christian (1744–1820), deutscher evangelischer Theologe
- Tittmann, Klaus (* 1940), deutscher Fußballspieler
- Tittmann, Louise (1794–1871), deutsche Hausfrau, Lehrerin und Zeichenlehrerin
- Tittmann, Otto Hilgard (1850–1938), US-amerikanischer Geodät, Geograph und Astronom
- Tittmann, Siegfried (1954–2017), deutscher Politiker (DVU), MdBB
- Tittoni, Tommaso (1855–1931), italienischer Politiker, Mitglied der Camera dei deputati

### Titu
- Titu Cusi Yupanqui († 1571), 17. Inka-König
- Tituaña, Auki (* 1965), ecuadorianischer Politiker
- Titulescu, Nicolae (1882–1941), rumänischer Diplomat
- Titurius Sabinus, Quintus († 54 v. Chr.), Legat Caesars
- Titus († 105), Heidenchrist, erster Bischof von Gortys auf Kreta
- Titus († 272), Bischof von Byzanz
- Titus (39–81), römischer Kaiser (79–81)Titus (39–81)
- Titus Caesius, römischer Jurist

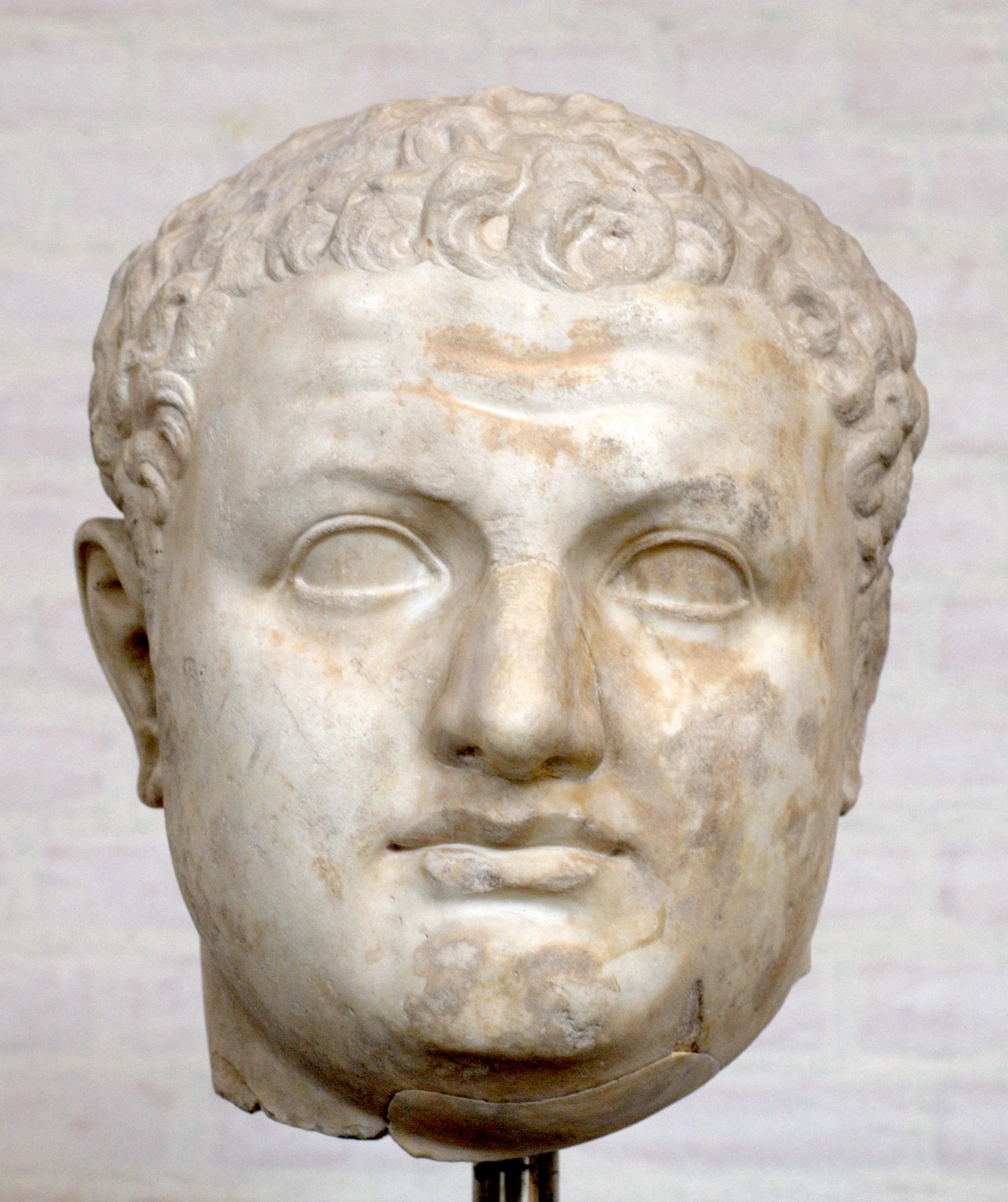
Titus (39–81)

- Titus Calidius Severus, Hauptmann der 15. Legion in Carnuntum
- Titus Claudius Aurelius Aristobulus, römischer Beamter und Konsul (285)
- Titus Flavius, antiker römischer Mosaizist (?) oder Villenbesitzer
- Titus von Bostra, christlicher Autor der Spätantike
- Titus, Alan (* 1945), US-amerikanischer Opernsänger (Bariton)
- Titus, Christopher (* 1964), US-amerikanischer SchauspielerChristopher Titus (* 1964)

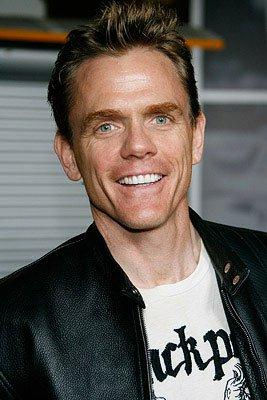
Christopher Titus (* 1964)

- Titus, Constance (1873–1967), US-amerikanischer Ruderer
- Titus, Danielle (* 2002), barbadische Schwimmerin
- Titus, Dina (* 1950), US-amerikanische Politikerin der Demokratischen Partei
- Titus, Eve (1922–2002), US-amerikanische Kinderbuchautorin
- Titus, Mark (* 1987), US-amerikanischer Basketballspieler
- Titus, Nikolaus (1808–1874), deutscher radikaler Demokrat
- Titus, Obadiah (1789–1854), US-amerikanischer Jurist und Politiker
- Titus, Olga (* 1977), schweizerisch-malaysische Künstlerin
- Titus, Robert C. (1839–1918), amerikanischer Anwalt und Politiker
- Titus-Carmel, Gérard (* 1942), französischer Maler, Dichter, Illustrator und Graveur

### Tity
- Tityos-Maler, etruskischer Vasenmaler

### Titz
- Titz, Alexander (* 1977), deutscher Chemiker und Hochschullehrer
- Titz, Andrea (* 1969), deutsche Richterin
- Titz, Anton Ferdinand (1742–1810), deutscher Geiger und Komponist der Klassik in Wien und St. Petersburg
- Titz, Benedict (1818–1893), deutscher katholischer Pfarrer und Parlamentarier
- Titz, Christian (* 1971), deutscher Fußballspieler und -trainerChristian Titz (* 1971)

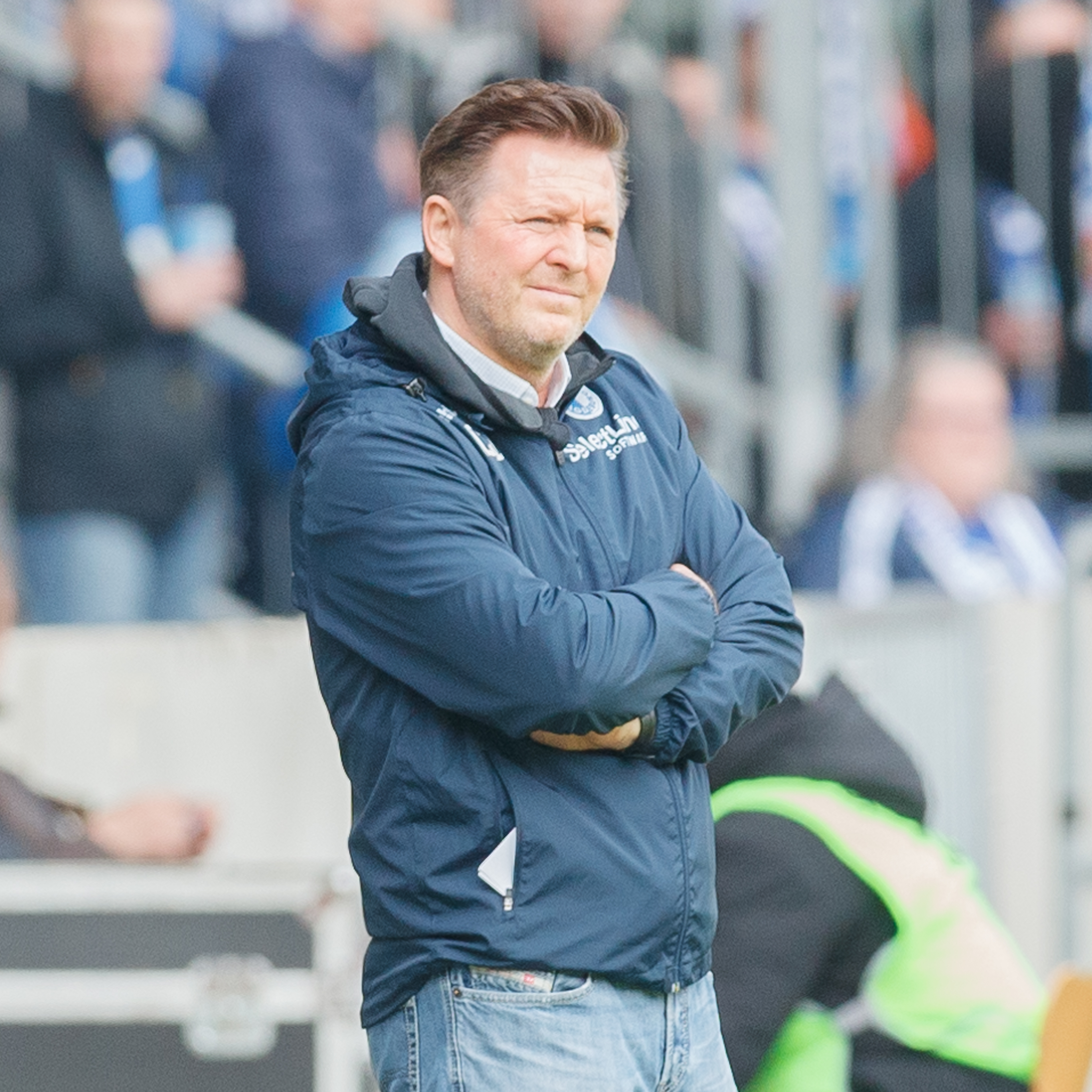
Christian Titz (* 1971)

- Titz, Christoph (* 1967), deutscher Jazzmusiker (Trompete, Gesang, Komposition)
- Titz, Eduard (1820–1890), deutscher Architekt
- Titz, Felix (1854–1894), deutscher Architekt
- Titz, Johann Peter (1619–1689), deutscher Pädagoge, Dichter und Poetiker
- Titz, Oskar (1845–1887), deutscher Architekt und Bauunternehmer
- Titz, Peter (1823–1873), Wiener Orgelbauer
- Titz, Susanne (* 1964), deutsche Kunsthistorikerin und Museumsleiterin
- Titzck, Rudolf (1925–2005), deutscher Politiker (CDU), MdL
- Titze, Anne (* 1972), deutsche Speedskaterin
- Titze, Gerhard (1890–1957), deutscher Politiker (SPD)
- Titze, Heinrich (1872–1945), deutscher Jurist
- Titze, Julia (* 1986), deutsche Schauspielerin
- Titze, Karl (1914–1987), österreichischer Politiker (ÖVP), Landtagsabgeordneter, Abgeordneter zum Nationalrat, Mitglied des Bundesrates
- Titze, Mario (* 1962), deutscher Kunsthistoriker und Denkmalpfleger
- Titze, Marion (* 1953), deutsche Schriftstellerin
- Titze, Michael (* 1947), deutscher Psychotherapeut und Psychoanalytiker
- Titze, Robert (1947–2022), deutscher Maler und Objekt-Künstler
- Titze, Stefan (* 1994), deutscher Comedy-Autor und Podcaster
- Titze, Willi (1890–1979), deutscher Maler und Grafiker
- Titze-Stecher, Uta (1942–2024), deutsche Politikerin (SPD), MdB
- Titzenthaler, Waldemar (1869–1937), deutscher Fotograf
- Titzer, Gabriele (* 1961), österreichische Politikerin (SPÖ), Landtagsabgeordnete
- Titzki, Axel (1968–2017), deutscher Musiker und Komponist
- Titzmann, Gunnar (* 1974), deutscher Theater- und Filmschauspieler
- Titzmann, Michael (1944–2021), deutscher Literaturwissenschaftler
- Titzmann, Oliver (* 1966), deutscher Historiker und Regionalhistoriker
- Titzrath, Angela (* 1966), deutsche ManagerinAngela Titzrath (* 1966)

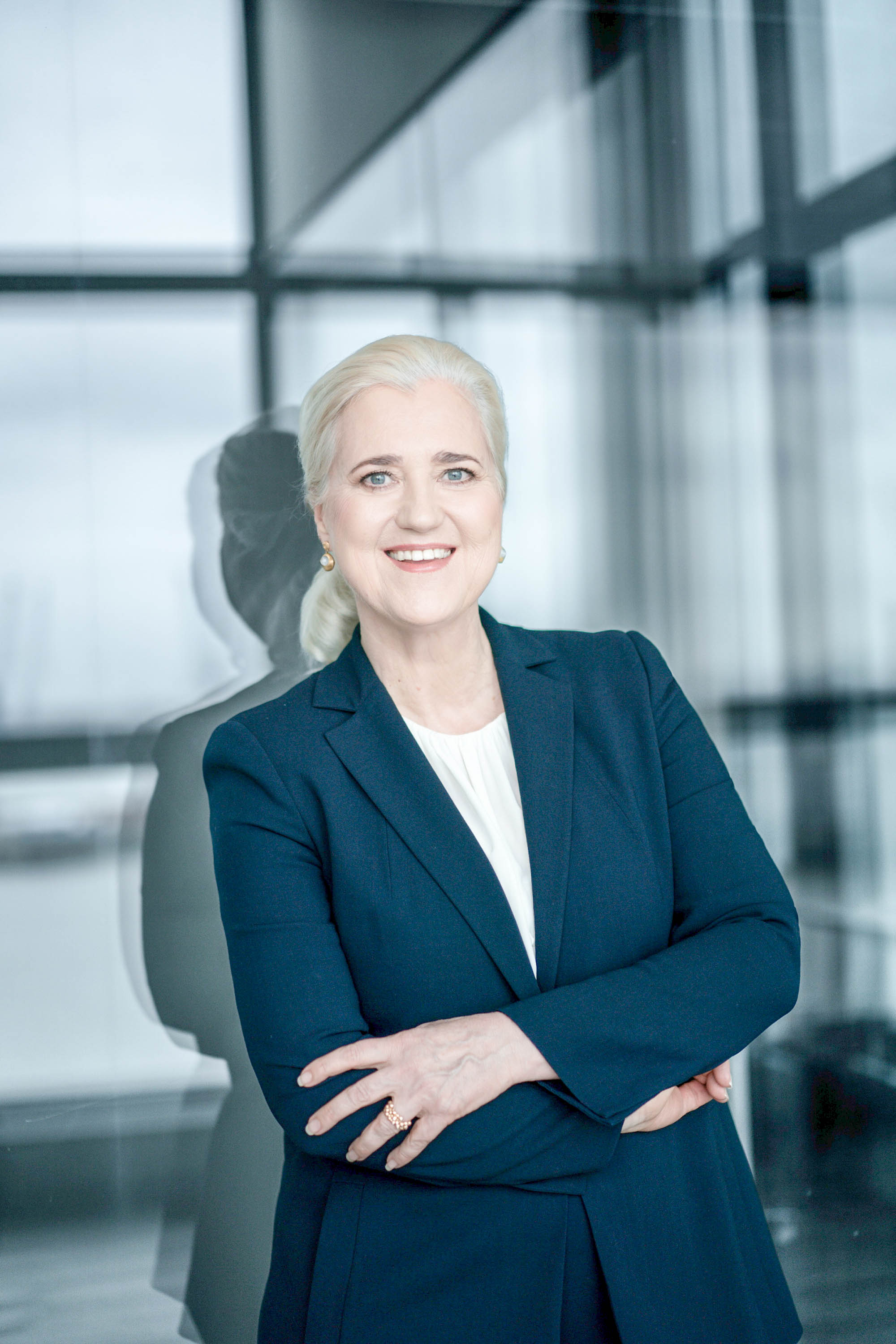
Angela Titzrath (* 1966)

- Titzrath, Werner (1928–1983), deutscher Journalist